# Müllendorf (Geilenkirchen)

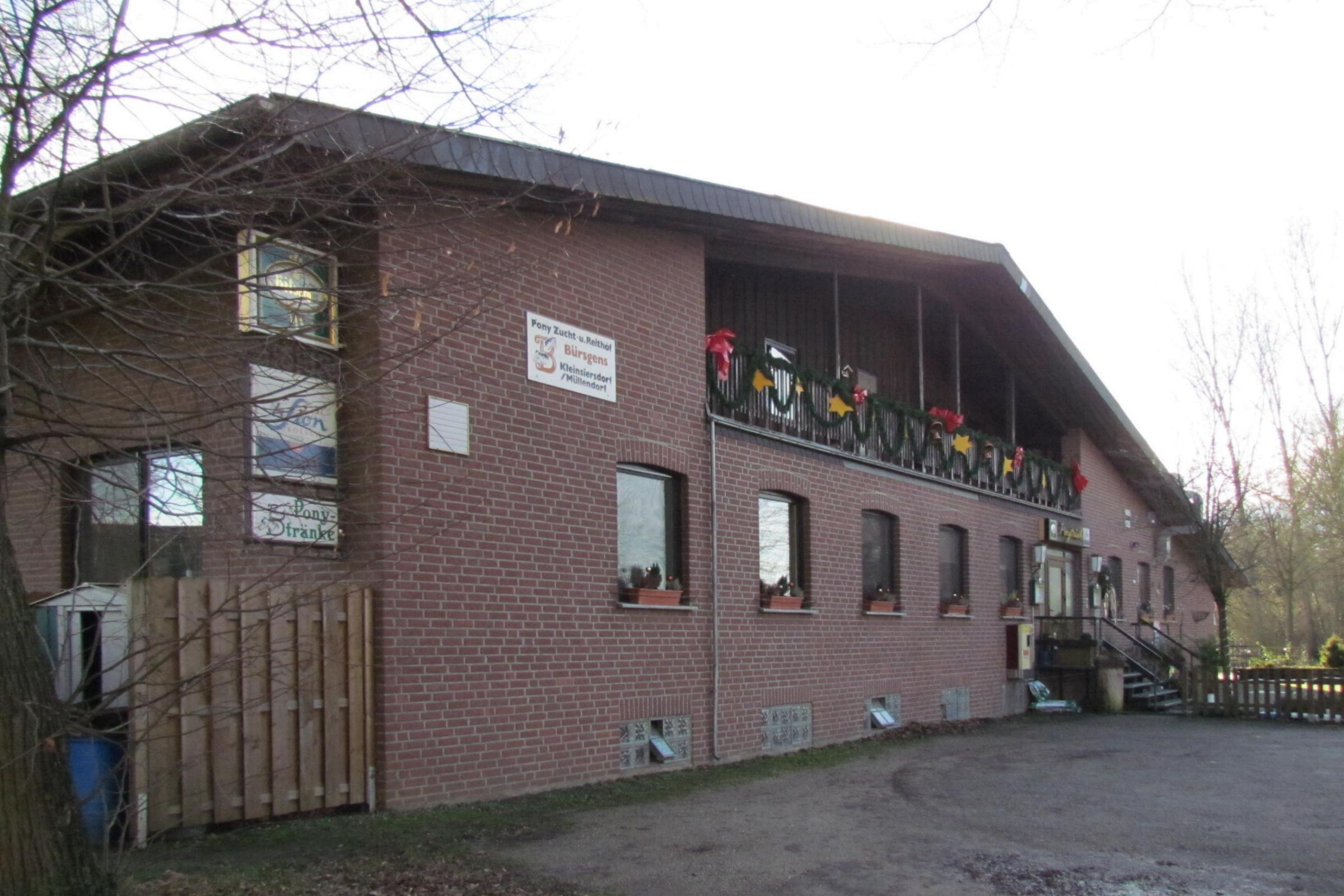
Reiterhof

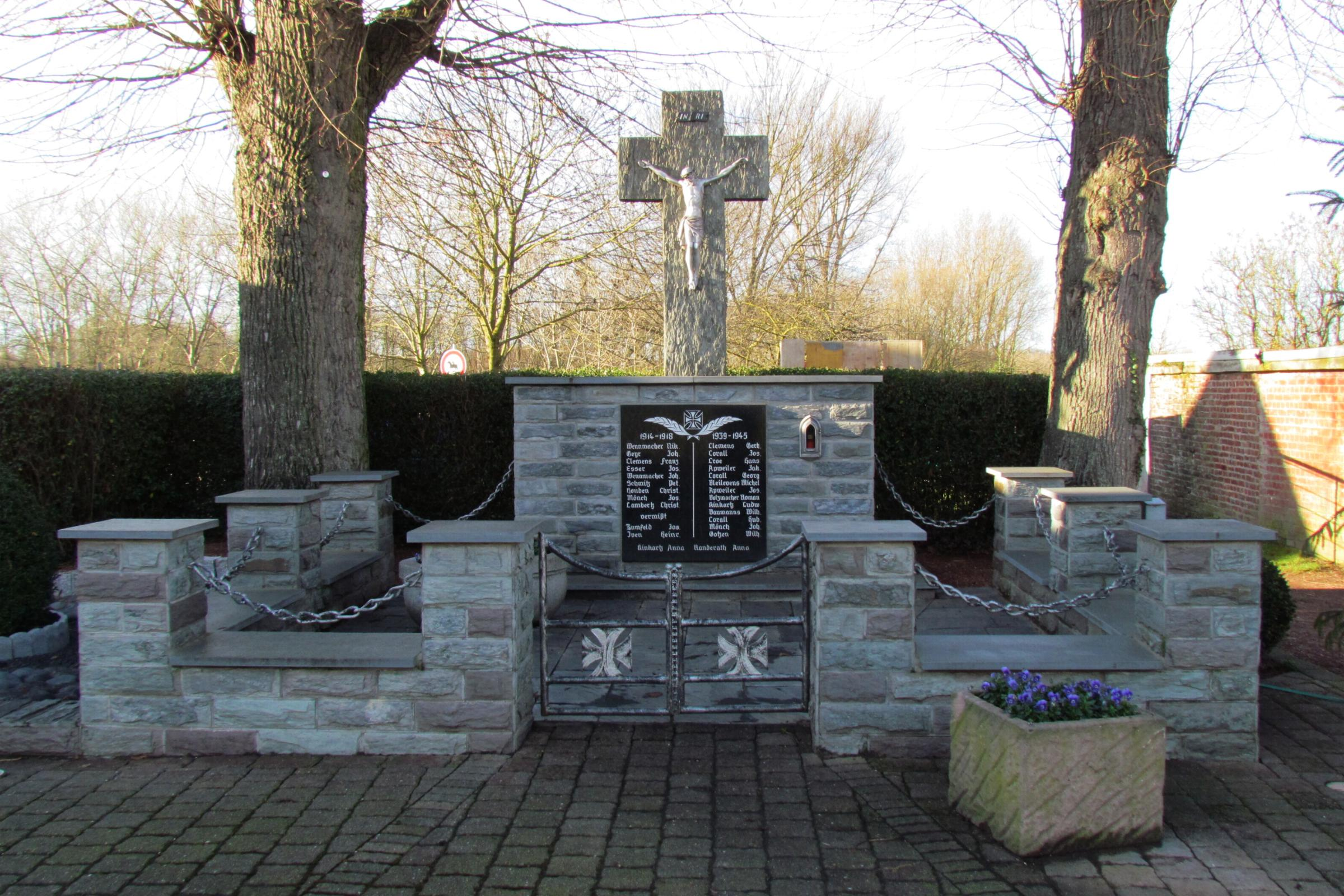
Kriegerdenkmal

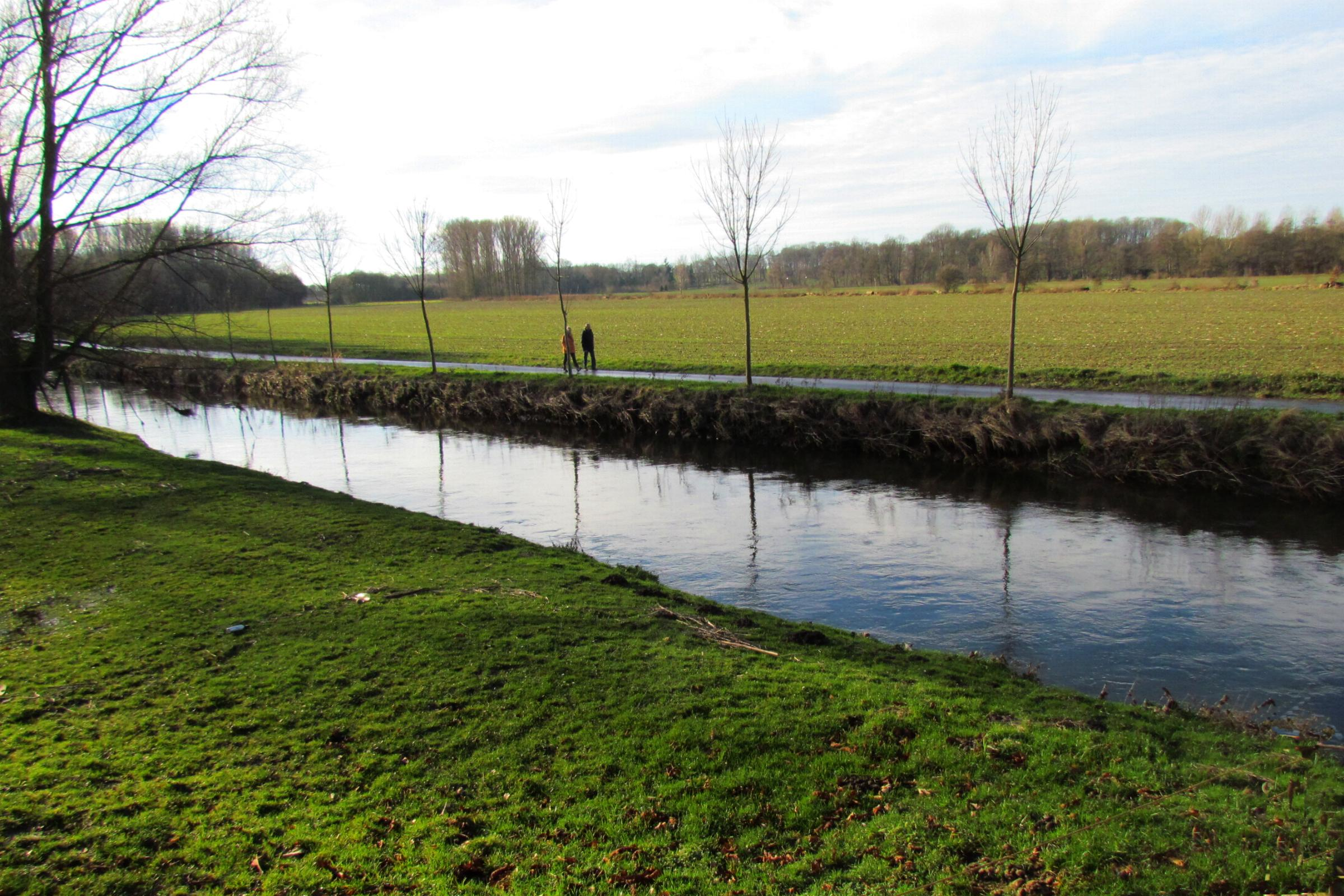
Die Wurm bei Müllendorf

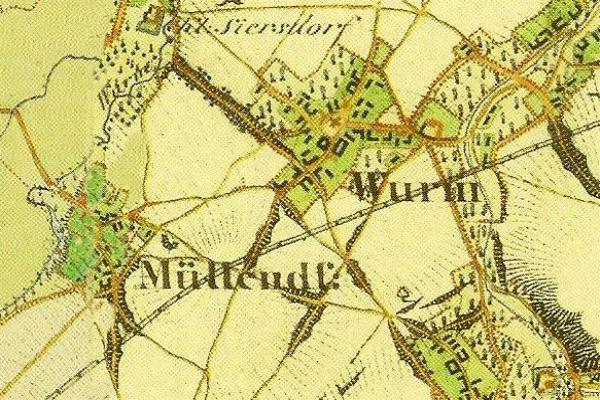
Müllendorf auf der Urkatasterkarte 1846

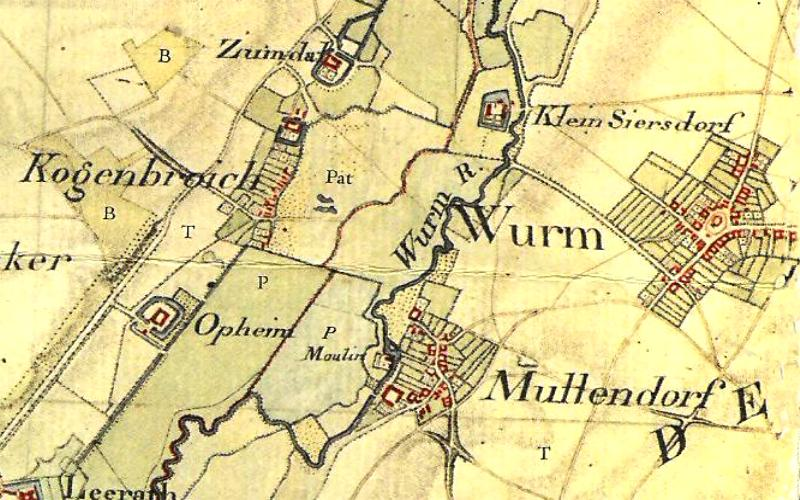
Müllendorf auf der Tranchotkarte 1803–1820

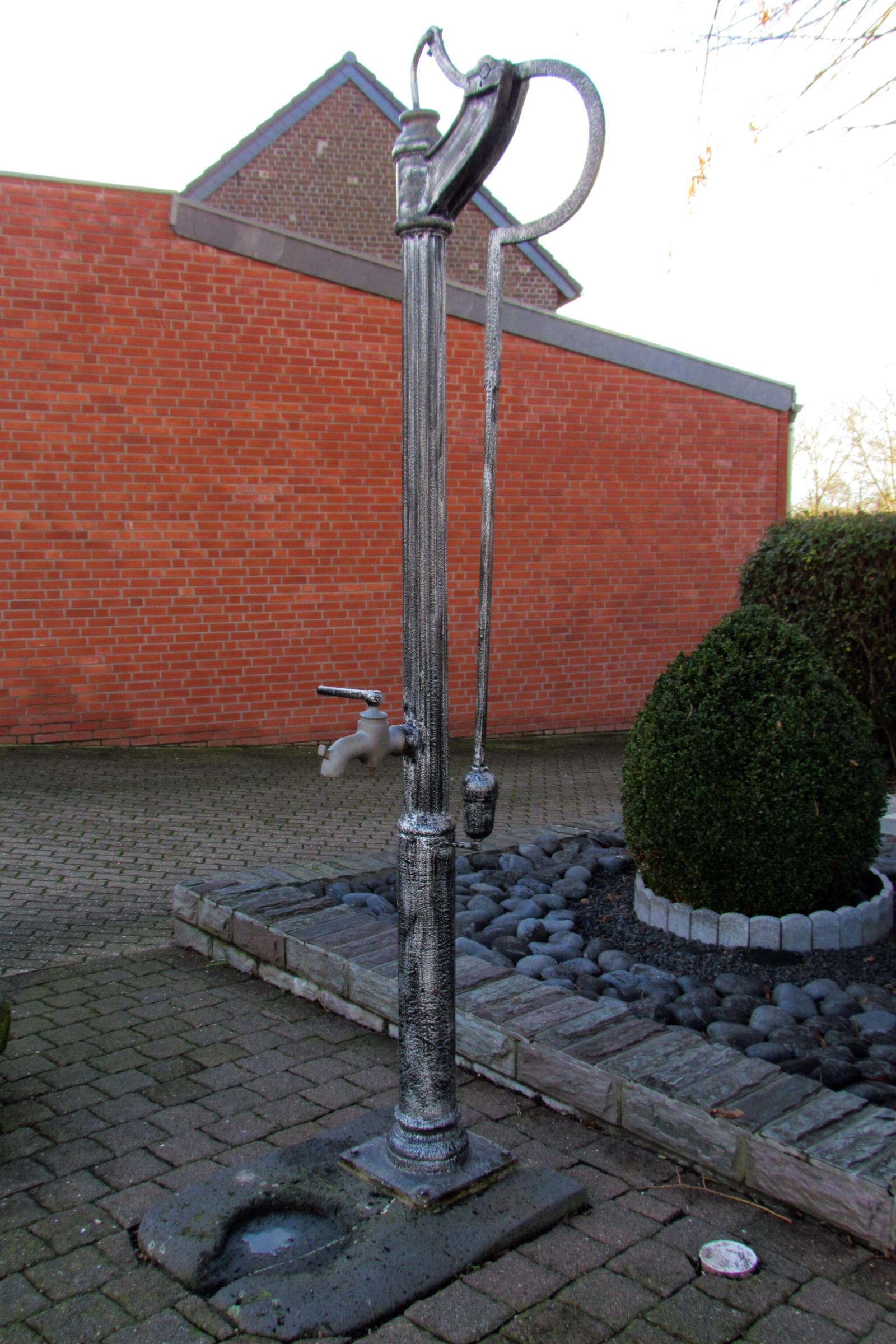
Alte Wasserpumpe

Müllendorf ist ein Ortsteil der Mittelstadt Geilenkirchen im Kreis Heinsberg in Nordrhein-Westfalen.

## Geographie

### Lage
Müllendorf liegt nordöstlich von Geilenkirchen an der Landesstraße 364, die von Übach-Palenberg nach Wegberg führt. Der Ort liegt im Tal der Wurm.

### Gewässer
Die Wurm versorgte auf einer Flusslänge von 53 km zahlreiche Mühlen mit Wasser. Die Quelle der Wurm liegt südlich von Aachen bei 265 m über NN. Die Mündung in die Rur ist bei der Ortschaft Kempen in der Stadt Heinsberg bei 32 m über NN. Ende der 1960er, Anfang der 1970er Jahre wurde eine Wurmbegradigung durchgeführt. Der geschwungene, ab und an mäandrierende Flusslauf verschwand zu Gunsten einer einfachen Trassenführung. Die Flusslänge verkürzte sich und die Strömungsgeschwindigkeit nahm zu. Für viele Menschen auch in Müllendorf verbesserte sich der Hochwasserschutz, für die Mühlen war es das Ende.

### Nachbarorte
| Kogenbroich | Nirm                                        | Würm  |
| Hochheid    | Kompassrose, die auf Nachbargemeinden zeigt |       |
| Süggerath   | Prummern                                    | Beeck |

### Siedlungsform
Müllendorf ist ein  Hufendorf an der Wurm, ehemals an einer größeren Hofanlage anschließend. Die Müllendorfer Mühle war vom 15. Jahrhundert bis 1965 prägender Bestandteil der Siedlung.

## Geschichte

### Ortsname
- 1510 Moellendorp
- 1626 Mullendorff

### Ortsgeschichte
In früher Zeit gehörte Müllendorf zum Jülicher Amt Randerath. Der Hof zu Müllendorf war Randerather Lehen. 1510 belastete Hermann von Randerath den Gutshof mit einer Obligation für Messstiftungen eines Randerather Altars. 1648 kam der Hof in den Besitz des Heinrich Wilhelm von Schloss Leerodt. 1820 wurde der Hof von Isabella Thelen, Witwe des Halfen Christian Borgs und ihrer fünf Kinder gekauft. Die Witwe verstarb am 23. Juni 1841 auf dem Hof. Der am 26. Januar 1795 geborene Sohn, Anton Joseph Borgs, heiratete am 31. Juli 1826 Catharina Wenzel und wurde Gutsbesitzer. 1884 verstarb er auf dem Müllendorfer Hof.
Müllendorf hatte 1828 insgesamt 169 Einwohner, 1852 waren es 241 Einwohner und gehörte zur Bürgermeisterei Würm und damit zum Amt Immendorf-Würm. Im Zuge der Gebietsreform wurde zum 1. Januar 1972 das Amt Immendorf-Würm aufgelöst. Rechtsnachfolger ist die Stadt Geilenkirchen gemäß § 29 des Aachen-Gesetz (1971).

### Kirchengeschichte
Müllendorf bildet mit den Orten Beeck Flahstraß, Honsdorf, Kleinsiersdorf, Leiffarth, Thomashof und Würm die Pfarre Würm. Die Bevölkerung besteht zum größten Teil aus Katholiken.
Die Mutterkirche von Würm wird in einer Urkunde des Bischofs Werner von Münster aus dem Jahre 1137 benannt. Die erste Erwähnung der Kirche zu „Würm“ findet sich 1308 im liber valoris, dem Werte-Buch der Kirchen der Diözese Köln. Im 15. Jahrhundert wurde eine dreischiffige Backsteinkirche gebaut. Durch Kriegseinwirkungen wurde diese am 18. November 1944 gesprengt und größtenteils zerstört. Am 19. August 1951 wurde der Grundstein für einen Kirchenneubau gelegt, der am 1. Mai 1953 eingeweiht wurde.
Im Zuge der Pfarrgemeindereformen im Bistum Aachen wurde die ehemals eigenständige katholische Pfarrgemeinde St. Gereon Würm in die Gemeinschaft der Gemeinden (GdG) St. Bonifatius Geilenkirchen eingegliedert.

## Politik
Der Ort ist gemäß der Hauptsatzung der Stadt Geilenkirchen Teil des Geilenkirchener Stadtbezirks „Würm“, den es gemeinsam mit den Orten Leiffarth, Flahstraß, Honsdorf und Würm bildet. Der Stadtbezirk Würm mit derzeit (2012) 1568 Einwohnern (Würm, Leiffarth, Müllendorf, Honsdorf, Flahstraß) wird durch einen Ortsvorsteher im Stadtrat der Stadt Geilenkirchen vertreten.

## Sehenswürdigkeiten
- Müllendorfer Hof, an den Oppheimer Benden
- Freizeitanlage Müllendorf an der Wurm
- Gut Leerodt als Denkmal Nr. 46

## Infrastruktur
- Im November 2013 lebten in Müllendorf 128 Personen.
- Es existiert ein landwirtschaftlicher Betrieb mit Tierhaltung, eine Kfz-Werkstatt, ein Pony-Reiterhof, eine Gaststätte mit Restaurant, eine Firma für Trockenausbau sowie ein Kleingewerbebetrieb.
- In Müllendorf befindet sich eine Freizeitanlage mit Spielplatz und Grillplatz
- Der Ort hat Anschluss an das Radverkehrsnetz NRW.

## Öffentlicher Nahverkehr
Müllendorf ist mit zwei Buslinien der WestVerkehr an das ÖPNV-Netz des Aachener Verkehrsverbundes angeschlossen.
Neben dem nach Fahrplan auf festgelegten Linien verkehrenden Bussen kann auch der Multi-Bus angefordert werden.
| Linie | Verlauf |
| ----- | --- |
| 407   | (Myhl –) Gerderath – Altmyhl – Ratheim – Millich – Hückelhoven (– Hilfarth – Himmerich – Randerath Bf – (Hoven – Kraudorf –) Nirm – Kogenbroich – Müllendorf – Süggerath Mühlenkamp – Geilenkirchen Bf) |
| 494   | Geilenkirchen Bf – Süggerath – Müllendorf – Würm – (Beeck –) Leiffarth – (Flahstraß – Honsdorf –) Lindern Bf                                                                                            |

## Vereine
- Förderverein der Ortsvereine Würm e. V.
- Kath. Frauengemeinschaft der Pfarre Würm
- Dorfgemeinschaft Müllendorf e. V. (gemeinnütziger Nachfolgeverein der 2014 aufgelösten Schützenbruderschaft St. Josef)

## Regelmäßige Veranstaltungen
- Badewannenrennen auf der Wurm zwischen Müllendorf und Flahstraß
- Patronatsfest und Kirmes
- Hahnhauen
- Sommerfest
- Adventsfest

## Straßennamen
Am Dreieck, Blockstraße, Mühlenstraße, Opheimer Benden